# تیوکانوو ۲-یه
تیوکانوو ۲-یه (انگلیسی: Tyukanovo 2-ye) یک شهرک در شهرستان کویورگازینسکی جمهوری باشقیرستان در کشور روسیه است.